# Apicia bonita
Apicia bonita là một loài bướm đêm trong họ Geometridae.